# Wickhambrook
Wickhambrook – wieś w Anglii, w hrabstwie Suffolk, w dystrykcie West Suffolk. Leży 44 km na zachód od miasta Ipswich i 88 km na północny wschód od Londynu. Miejscowość liczy 1170 mieszkańców.